# 周山満蔵
周山 満蔵（すやま みつぞう、1882年（明治15年）12月6日 - 1941年（昭和16年）9月7日）は、大日本帝国陸軍軍人。最終階級は陸軍中将。

## 経歴
1882年（明治15年）に山口県で生まれた。陸軍士官学校第16期、陸軍大学校第28期卒業。1928年（昭和3年）3月8日、陸軍歩兵大佐進級と同時に歩兵第78連隊長に着任し、1930年（昭和5年）8月に近衛師団参謀長に転じた。
1932年（昭和7年）12月7日に陸軍少将進級と同時に歩兵第5旅団長に着任。1935年（昭和10年）8月に第3師団司令部附となり、1936年（昭和11年）8月1日に陸軍中将に進級し、旅順要塞司令官に着任。1938年（昭和13年）7月15日に待命、7月27日に予備役に編入されたが、即日召集され、留守第10師団長に就任し、1939年（昭和14年）1月31日に召集解除となった。

## 栄典
位階
- 1938年（昭和13年）8月24日 - 正四位[3]